# チチ・ゴンザレス
チチ・ゴンザレス（Chi Chi Gonzalez）ことアレクサンダー・ゴンザレス（Alexander Gonzalez, 1992年1月15日 - ）は、アメリカ合衆国フロリダ州パームビーチ郡ボイントンビーチ出身のプロ野球選手（投手）。右投右打。MLBのマイアミ・マーリンズ傘下に所属。
登録名の「チチ」は彼の祖父によってつけられた愛称であるが、「アレクサンダー・ゴンザレス」や「アレックス・ゴンザレス」では同名の選手が多数いるため「チチ」を登録名としている。

## 経歴

### プロ入り前
高校卒業時に2010年のMLBドラフト11巡目（全体328位）でボルチモア・オリオールズから指名されたが、オーラル・ロバーツ大学に進学した。

### プロ入りとレンジャーズ時代
2013年のMLBドラフト1巡目（全体23位）でテキサス・レンジャーズから指名された。入団後は傘下のA-級スポケーン・インディアンスやA+級マートルビーチ・ペリカンズに所属した。
2014年はAA級フリスコ・ラフライダーズに昇格した。
2015年は、AAA級ラウンドロック・エクスプレスでシーズン開幕を迎えた。5月30日にメジャーに初昇格し、同日のボストン・レッドソックス戦に先発した。5回までレッドソックス打線を無安打に抑え、6回表にデビッド・オルティーズに二塁打、マイク・ナポリに二塁打を打たれ2アウト二・三塁となった時点で降板したが、後続の投手も抑えたため5回2/3を無失点となり初勝利を収めた。その後は時々、先発でマウンドに登る機会があり、投げた14試合中10試合で先発登板した。4勝6敗、防御率3.90という成績を記録し、4勝のうち1勝は完封勝利だった。
2016年はメジャーでは3試合に先発登板しただけに留まり、0勝2敗、防御率8.71、WHIP2.90と結果を残せなかった。AAA級ラウンドロックでは25試合中24試合に先発登板し、8勝10敗、防御率4.70という成績を残した。138.0回で打たれた被本塁打は8本だけだった。
2017年は、右尺側側副靭帯損傷で開幕から60日間の故障者リストに入りそのままシーズンが終了した。オフの12月1日にノンテンダーFAとなったが、12月4日にレンジャーズとマイナー契約で再契約を結んで2018年のスプリングトレーニングに招待選手として参加することになった。
2018年11月2日にFAとなった。

### ロッキーズ時代
2018年12月4日にコロラド・ロッキーズとマイナー契約を結び、2019年のスプリングトレーニングに招待選手として参加することになった。
2019年は開幕を傘下のAAA級アルバカーキ・アイソトープスで迎え、6月25日にメジャー契約を結んでアクティブ・ロースター入りした。
2020年は6試合に登板したが2敗を喫し、オフの12月2日にノンテンダーFAとなったが、11日にマイナー契約で再契約した。
2021年3月27日にメジャー契約を結んでアクティブ・ロースター入りした。この年メジャーでは24試合（先発18試合）に登板して3勝7敗、防御率6.46、56奪三振を記録した。レギュラーシーズン終了後の10月3日にDFAとなり、6日にマイナー契約でAAA級アルバカーキへ配属の後、8日にFAとなった。

### ツインズ時代
2022年3月20日にミネソタ・ツインズとマイナー契約を結び、スプリングトレーニングに招待選手として参加することになった。シーズンでは開幕から傘下のAAA級セントポール・セインツでプレーし、6月3日にメジャー契約を結んでアクティブ・ロースター入りし、先発登板した。翌日の6月4日にマイナー契約でAAA級セントポールへ配属された。6月11日に再びメジャー契約を結んでアクティブ・ロースター入りして登板したが、翌12日にDFAとなった。

### ブルワーズ時代
2022年6月14日にウェイバー公示を経てミルウォーキー・ブルワーズへ移籍した。7月12日にDFAとなり、18日にFAとなった。

### タイガース傘下時代
2022年7月22日にデトロイト・タイガースとマイナー契約を結んだ。加入後は傘下のAAA級トレド・マッドヘンズでプレーしていたが、8月26日に自ら選んで契約を途中で放棄する「オプトアウト」を行使した。

### ヤンキース時代
2022年8月30日にニューヨーク・ヤンキースとマイナー契約を結んだ。加入後は傘下のAAA級スクラントン・ウィルクスバリ・レイルライダースへ配属され、10月2日にメジャー契約を結んでアクティブ・ロースター入りした。当日先発登板して翌3日にDFAとなり、6日にマイナー契約でAAA級スクラントン・ウィルクスバリへ配属された。24日にFAとなった。

### マーリンズ時代
2022年12月15日にマイアミ・マーリンズとマイナー契約を結んだ。
2023年は開幕を傘下のAAA級ジャクソンビル・ジャンボシュリンプで迎えた。5月4日にメジャー契約を結んで、アクティブロースター入りした。5月12日にエウリー・ペレスのメジャー昇格に伴って、DFAとなった。5月14日に傘下のAAA級ジャクソンビルに降格した。

## 詳細情報

### 年度別投手成績
| 年 度    | 球 団    | 登 板 | 先 発 | 完 投 | 完 封 | 無 四 球 | 勝 利 | 敗 戦 | セ 丨 ブ | ホ 丨 ル ド | 勝 率 | 打 者 | 投 球 回 | 被 安 打 | 被 本 塁 打 | 与 四 球 | 敬 遠 | 与 死 球 | 奪 三 振 | 暴 投 | ボ 丨 ク | 失 点 | 自 責 点 | 防 御 率 | W H I P |
| -------- | -------- | ----- | ----- | ----- | ----- | -------- | ----- | ----- | -------- | ----------- | ----- | ----- | -------- | -------- | ----------- | -------- | ----- | -------- | -------- | ----- | -------- | ----- | -------- | -------- | ------- |
| 2015     | TEX      | 14    | 10    | 1     | 1     | 0        | 4     | 6     | 0        | 0           | .400  | 280   | 67.0     | 49       | 6           | 32       | 1     | 3        | 30       | 2     | 1        | 33    | 29       | 3.90     | 1.21    |
| 2016     | TEX      | 3     | 3     | 0     | 0     | 0        | 0     | 2     | 0        | 0           | .000  | 62    | 10.1     | 21       | 1           | 9        | 0     | 0        | 7        | 0     | 0        | 13    | 10       | 8.71     | 2.90    |
| 2019     | COL      | 14    | 12    | 0     | 0     | 0        | 2     | 6     | 0        | 0           | .250  | 278   | 63.0     | 59       | 11          | 33       | 0     | 1        | 46       | 1     | 0        | 39    | 37       | 5.29     | 1.46    |
| 2020     | COL      | 6     | 4     | 0     | 0     | 0        | 0     | 2     | 0        | 0           | .000  | 91    | 19.2     | 22       | 3           | 10       | 0     | 3        | 16       | 2     | 0        | 16    | 15       | 6.86     | 1.63    |
| 2021     | COL      | 24    | 18    | 0     | 0     | 0        | 3     | 7     | 0        | 0           | .300  | 448   | 101.2    | 127      | 18          | 28       | 0     | 6        | 56       | 2     | 0        | 74    | 73       | 6.46     | 1.53    |
| 2022     | MIN      | 2     | 2     | 0     | 0     | 0        | 0     | 0     | 0        | 0           | ----  | 31    | 7.0      | 12       | 2           | 0        | 0     | 0        | 4        | 0     | 0        | 6     | 6        | 7.71     | 1.71    |
| 2022     | MIL      | 4     | 2     | 0     | 0     | 0        | 0     | 1     | 0        | 0           | .000  | 48    | 11.1     | 12       | 3           | 4        | 0     | 0        | 8        | 0     | 0        | 8     | 8        | 6.35     | 1.41    |
| 2022     | NYY      | 1     | 1     | 0     | 0     | 0        | 0     | 0     | 0        | 0           | ----  | 20    | 4.2      | 4        | 0           | 3        | 0     | 0        | 3        | 0     | 0        | 1     | 1        | 1.93     | 1.50    |
| '22計    | NYY      | 7     | 5     | 0     | 0     | 0        | 0     | 1     | 0        | 0           | .000  | 99    | 23.0     | 28       | 5           | 7        | 0     | 0        | 15       | 0     | 0        | 15    | 15       | 5.87     | 1.52    |
| MLB：6年 | MLB：6年 | 68    | 52    | 1     | 1     | 0        | 9     | 24    | 0        | 0           | .273  | 1258  | 284.2    | 306      | 44          | 119      | 1     | 13       | 170      | 7     | 1        | 190   | 179      | 5.66     | 1.49    |

- 2022年度シーズン終了時

### 年度別守備成績
| 年 度 | 球 団 | 投手（P） | 投手（P） | 投手（P） | 投手（P） | 投手（P） | 投手（P） |
| 年 度 | 球 団 | 試 合     | 刺 殺     | 補 殺     | 失 策     | 併 殺     | 守 備 率  |
| ----- | ----- | --------- | --------- | --------- | --------- | --------- | --------- |
| 2015  | TEX   | 14        | 4         | 13        | 0         | 0         | 1.000     |
| 2016  | TEX   | 3         | 0         | 1         | 0         | 0         | 1.000     |
| 2019  | COL   | 14        | 4         | 10        | 2         | 1         | .875      |
| 2020  | COL   | 6         | 1         | 3         | 0         | 0         | 1.000     |
| 2021  | COL   | 24        | 13        | 12        | 1         | 2         | .962      |
| 2022  | MIN   | 2         | 0         | 3         | 0         | 0         | 1.000     |
| 2022  | MIL   | 4         | 0         | 0         | 0         | 0         | ----      |
| 2022  | NYY   | 1         | 1         | 0         | 0         | 0         | 1.000     |
| '22計 | NYY   | 7         | 1         | 3         | 0         | 0         | 1.000     |
| MLB   | MLB   | 68        | 23        | 42        | 3         | 3         | .956      |

- 2022年度シーズン終了時

### 背番号
- 21（2015年 - 2016年、2022年6月21日 - 同年7月11日）
- 50（2019年 - 2021年）
- 51（2022年 - 同年6月11日）
- 70（2022年10月2日）
- 17（2023年）